# Радиг, Антон Яковлевич
Антон Яковлевич (Антуан-Христофор) Радиг (между 1719 и 1721, Реймс, Королевство Франция — 20 июля 1809, Санкт-Петербург, Российская империя) — французский гравёр резцом на меди, много лет работавший в Российской империи (с 1764 по 1809 год).

## Биография
Родился в семье гравёра Жака Вивансьена Радига. Учился искусству гравирования в Париже.
Перед тем как приехать в Россию, путешествовал по Голландии, Англии и Германии.
В 1764 году был приглашён в Санкт-Петербург, в качестве преподавателя гравирования в Академии наук и Академии художеств, на место Георга Фридриха Шмидта.
Первой работой Радига в России было гравирование 30-ти изображений погребения императрицы Елизаветы Петровны, трудясь над которыми в течение трёх лет, художник почти потерял зрение, но которые, по указанию свыше, остались не совсем оконченными и не изданными. В 1767 году Радиг награвировал портрет императрицы Екатерины II с оригинала Виргилиуса Эриксена. В следующем году он был уволен из Академии наук, но остался в Санкт-Петербурге до конца своей жизни.
В 1794 году стал академиком за портрет президента Академии Ивана Бецкого (по оригиналу Александра Рослина).
Автор портретов и пейзажей с живописных и рисованных оригиналов русских и западноевропейских мастеров.
Всех его произведений, кроме вышеупомянутых 30 досок, известно ещё около 30, в том числе 18, выполненных в России; последние — исключительно портреты, на которых изображены представители знати Российской империи, в том числе портреты: адмирала князя Михаила Голицына, фельдмаршала князя Александра Голицына по Рослину, княгини Дарьи Голицыной, также по Рослину; князей: Александра Куракина — по портрету Рослина, Бориса Куракина — по Рокотову, княжны Елены Степановны Куракиной — по Ротари; А. В. Олсуфьева по рисунку Жана-Луи де Велли, дона Армана Жана де Бутилльэ де Ранс (de-Bouthillier de-Rance) — по Риго, Анжелика и Медора — по Тиарини и др.
Радиг гравировал мелкими штрихами и очень прилежно заканчивал свои работы. Среди учеников Радига в Академии художеств наиболее известны двое: крупнейший график екатерининского классицизма Гавриил Скородумов и талантливый, рано умерший Иван Берсенев.

## Гравюры А. Радига
- Портрет Ивана Бецкого. Музей изобразительных искусств имени А. С. Пушкина
- Портрет князя Михаила Михайловича Голицына. Музей изобразительных искусств имени А. С. Пушкина
- Портрет фельдмаршала А. М. Голицына. Музей изобразительных искусств имени А. С. Пушкина
- Портрет княгини Дарьи Алексеевны Галицыной, урожденной княгини Гагариной (1724–1789). Музей изобразительных искусств имени А. С. Пушкина
- Портрет княжны Агриппины (Аграфены) Александровны Куракиной (1734–1791), (гравюра по утраченному оригиналу Ф. С. Рокотова), 1780-е гг.
- Князь Алексей Дмитриевич Голицын (1697–1768)
- Портрет графа Никиты Панина. Эрмитаж
- Портрет князя Бориса-Леонтия Александровича Куракина (1733–1764). Музей изобразительных искусств имени А. С. Пушкина